# Claremont Institute
Das Claremont Institute (vollständig: Claremont Institute for the Study of Statesmanship and Political Philosophy) ist ein konservativer Think Tank in den USA.

## Ziele und Aktivitäten
Das Institut beruft sich auf die Prinzipien der Gründerväter der Vereinigten Staaten. Ein zentrales Anliegen ist die Ausbildung zukünftiger konservativer Führungskräfte durch Programme wie das Publius-, Lincoln-, John-Marshall-, Speechwriters- und Sheriffs-Fellowship. Diese Programme richten sich an aufstrebende Autoren, Juristen, Aktivisten, Akademiker, Unternehmer und Beamte, um sie in den Regierungsprinzipien zu schulen und deren Anwendung auf aktuelle politische Fragen zu fördern. Das Institut veröffentlicht die Publikationen Claremont Review of Books und The American Mind. Es unterhält das Center for the American Way of Life.

## Unterstützung von Donald Trump
Das Claremont Institute war einer der ersten Verteidiger von Donald Trump. The Daily Beast erklärte, Claremont habe „vermutlich mehr als jede andere Gruppe getan, um eine philosophische Begründung für Trumps Art von Konservatismus zu liefern“.

## Politische Einordnung und Kritik
Das Claremont Institute wird in verschiedenen Medien für seine kontroverse Positionierung im konservativen Spektrum der USA kritisch beleuchtet. The New Republic beschreibt das Institut als „Anti-Demokratie-Think-Tank“, der zunehmend antidemokratische Ansichten fördere und damit die Prinzipien der amerikanischen Gründerväter in einer problematischen Weise interpretiere. Auch The Week äußert Bedenken und kritisiert, dass das Claremont Institute die Lehren des Philosophen Leo Strauss in einer Weise nutze, die teils weit von Straussianischen Ideen entfernt sei und in eine extreme Richtung lenke.
Newsweek greift die zunehmende Bedeutung des Instituts in der konservativen Bewegung auf und beleuchtet dessen Rolle und Einfluss auf politische Diskurse in den USA kritisch. Der Artikel beschreibt, wie das Institut zu einem prominenten Vertreter kontroverser Ideologien geworden ist. Darüber hinaus beschreibt Politico eine Kontroverse rund um einen ehemaligen Redenschreiber von Donald Trump, die das Claremont Institute ins Zentrum einer Debatte über Rassismus innerhalb konservativer Kreise stellte. Media Bias/Fact Check gibt dem Institut eine Bewertung hinsichtlich seiner politischen Ausrichtung und Glaubwürdigkeit und vermerkt eine klare konservative Verzerrung in seinen Publikationen und Programmen.